# 玉环市烈士陵园
玉环市烈士陵园，又称玉环市革命烈士陵园，位于中国浙江省玉环市玉城街道的中青山麓上，是一所主要安葬第二次国共内战中玉环阵亡战士的陵园。陵园建于1959年，占地面积2.2万平方米，共有365级台阶。1981年7月以“革命烈士纪念塔及墓”名义公布为玉环市文物保护单位。

## 历史

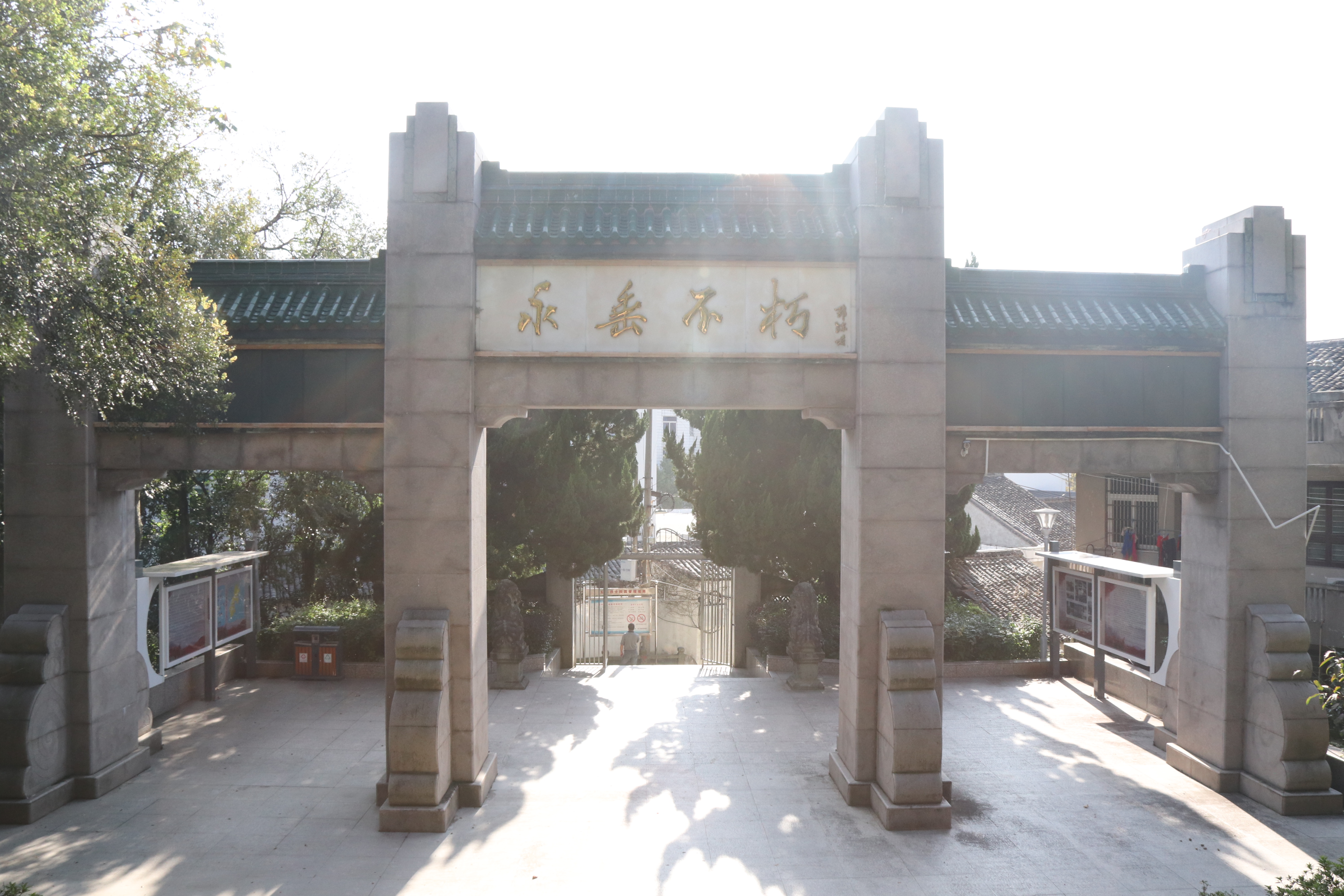
题写了“永垂不朽”字样的牌坊背面

玉环市烈士陵园由玉环县人民政府（后为玉环市人民政府）决定兴建，经浙江省人民政府批准，旨在纪念革命烈士，1958年4月20日开始动工，1959年末落成。陵园内安葬了最少361名烈士，大部分为第二次国共内战期间在玉环阵亡的中国共产党军人和民兵，其中又以阵亡于玉环沿海岛屿披山岛、鸡山岛、洋屿、大鹿岛和小鹿岛者为主。烈士当中，120人的姓名已经无从考究，最少202人并非出身于玉环而在玉环身亡。
陵园在1981年以“革命烈士纪念塔及墓”名义列入玉环县文物保护单位（后随着玉环成为县级市，改为玉环市文物保护单位），并在1995年列入台州市爱国主义教育基地。玉环市民政局在2010年代投入资金，为陵园进行修缮工程，包括增加环境绿化和照明，并先后对陵园不同设施予以拆建和维修。
近年来，包括章秀成、颜曰春在内的多名不幸牺牲的人民警察先后安葬于此。

## 结构

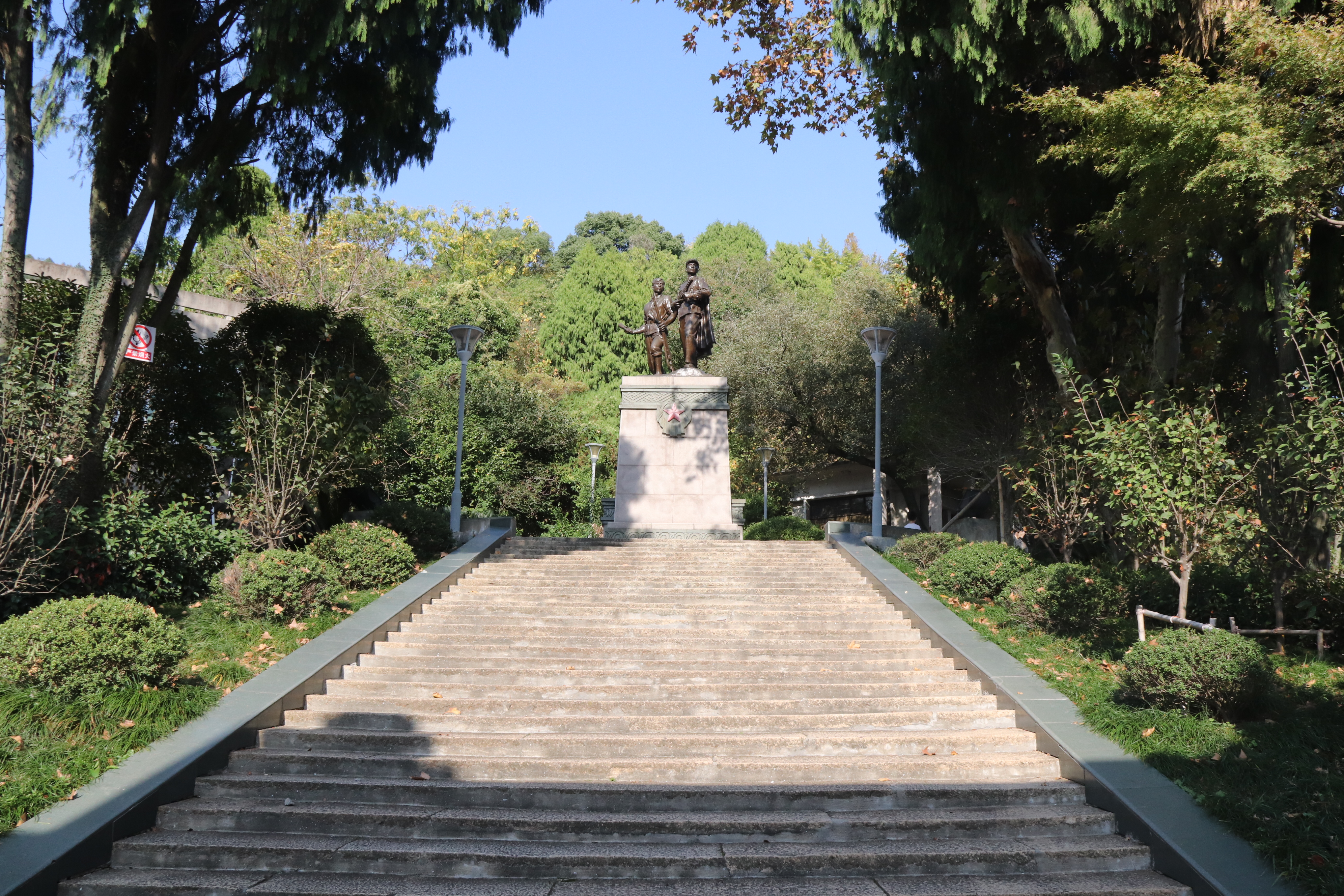
陵园内的军人和民兵雕塑

玉环市烈士陵园占地2.2万平方米，位于玉城街道中青山南麓，依山坡地势由下至上而建，由毕业于杭州美术学院（现中国美术学院）雕塑系的玉环人郭世桢负责设计和施工。陵园设有一道石制楼梯，由大门位置通往陵园最高处，以便游人上山参观；楼梯台阶共有365级，特意设计成与一年的天数相合，象征人们全年无休地缅怀烈士。
陵园大门为牌坊，四柱三门，正面有谢觉哉题写的“烈士陵园”字样，背面有郭沫若题写的“永垂不朽”字样。沿阶梯拾级而上，可到达墓顶平台，正中央处为一座塑像，刻画中国人民解放军军人与民兵的形象，由郭世桢聘请两个玉环百姓雕塑而成。塑像东侧建有一座仿古休闲凉亭，为重檐五角结构。
山坡上方建有烈士纪念馆，又称为革命文物陈列馆，馆内悬挂杨炎宾、陈能孝、陈增佳、阮禾秀、林存邦等三十多名烈士遗像，并展出着烈士遗物等文物；纪念馆共有五座，连成一排。纪念馆右方有一座纪念碑亭，亭内石碑以大青石制成，碑文赞颂烈士功绩。从纪念馆位置顺坡拾级而上，可到达占地约300平方米的纪念广场（又称墓前平台）；广场用作举行烈士纪念活动，两旁有凉亭建筑，中央设有讲台，台前有毛泽东话语“成千成万的先烈，为着人民的利益，在我们的前头英勇地牺牲了，让我们高举起他们的旗帜，踏着他们的血迹，前进吧！”的浮雕。广场右下方建有一座半圆形坟墓，单独安葬少年烈士林森火一人。主体墓区位于广场上方，依山而建，坟墓排列成弧形，共有三层，每层两列，各层坟墓前方均设有墓道，墓道相通；墓碑以青石制造，镌刻烈士姓名。
陵园最高处称为墓顶平台，建有各种纪念建筑。中央位置建有一座高11.5米、边宽2米的纪念塔，塔身呈六角椎形，刻有朱德手迹“革命烈士永垂不朽”鎏金字样，塔顶饰有紅色五角星。纪念塔西边有1989年落成的杨炎宾烈士纪念亭，塔后方有“渡海解放玉环巨幅青石浮雕”以及碑刻。